# 北河街市政大廈

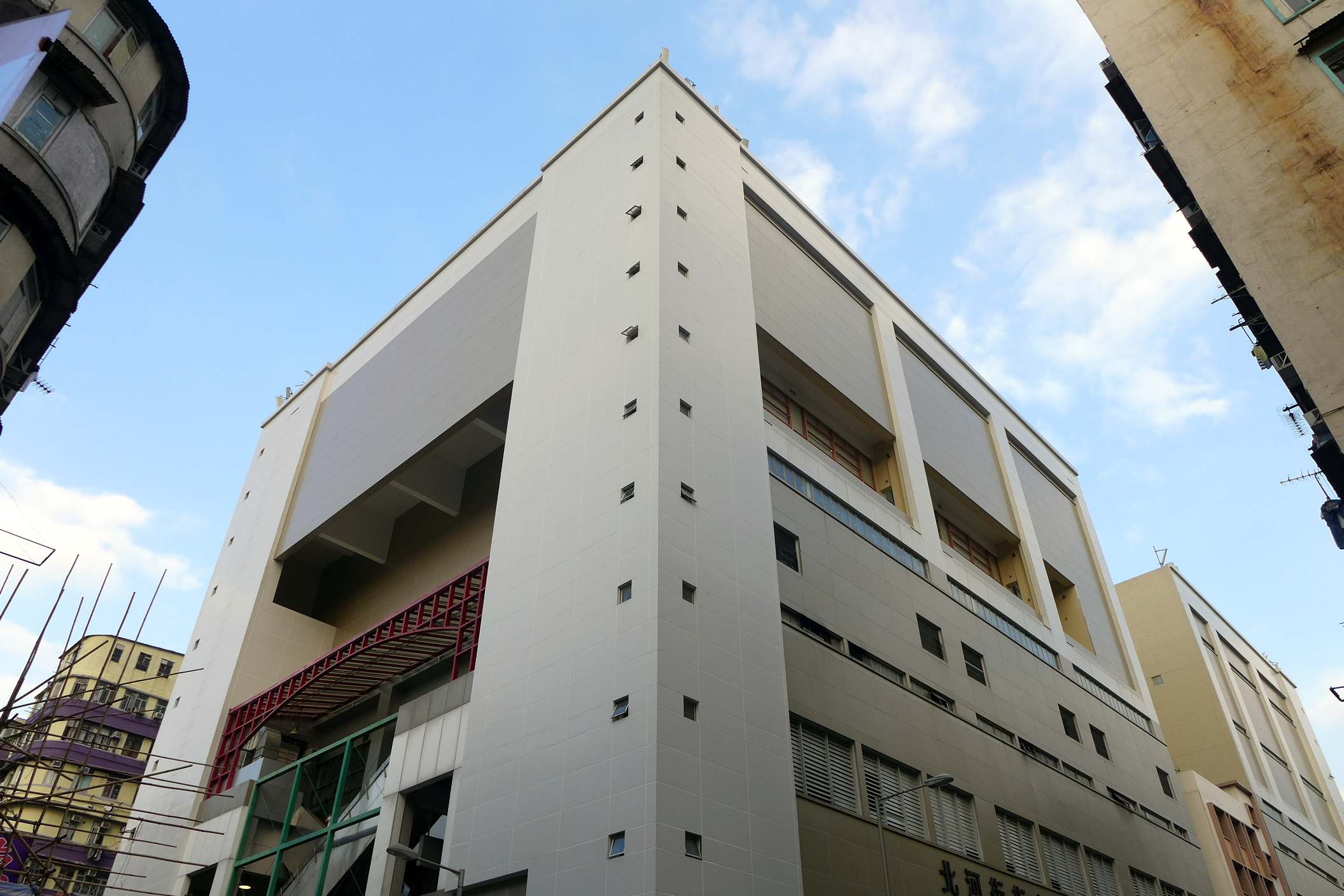
翻新後的北河街市政大廈 （2016年）

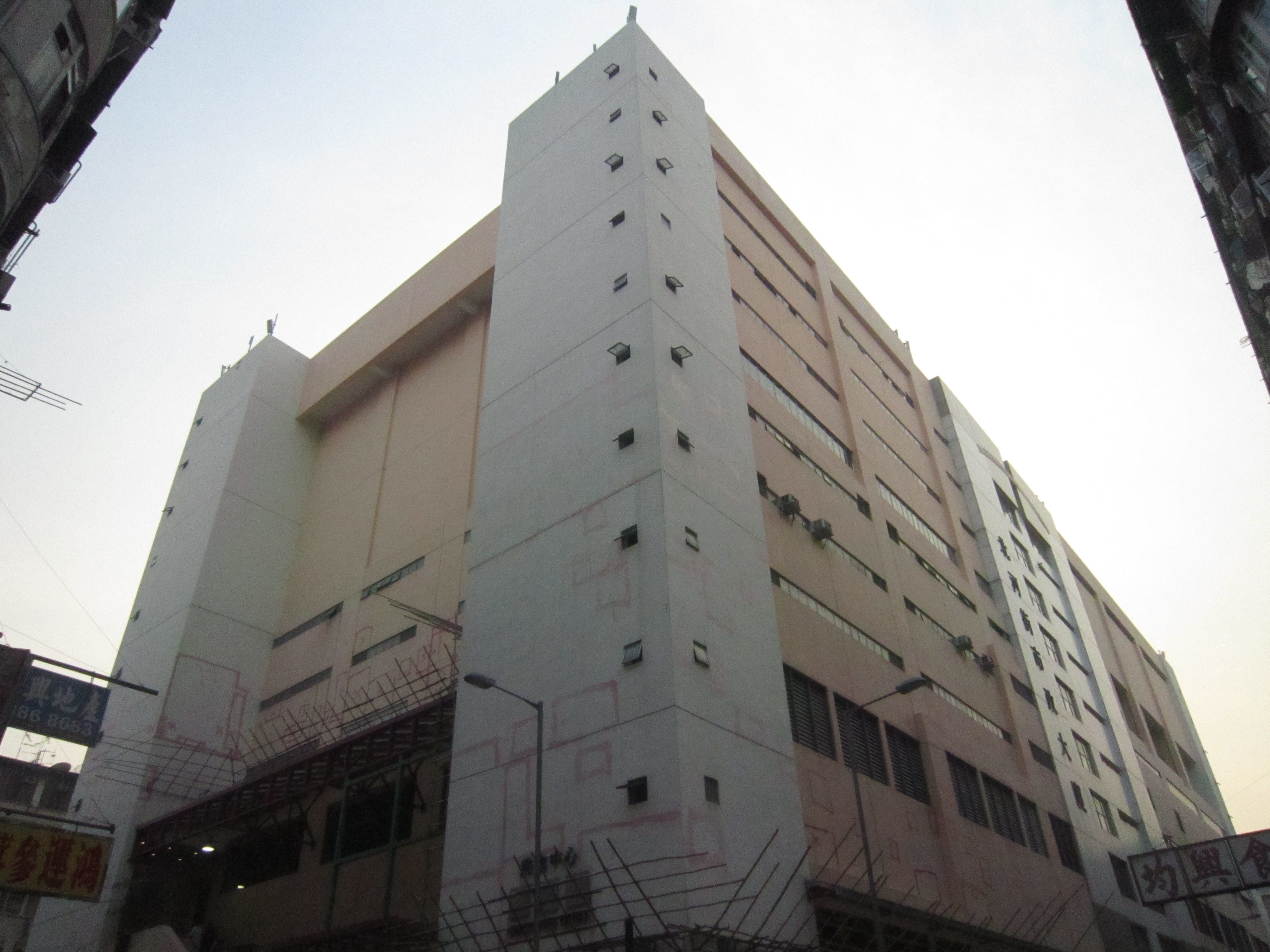
翻新前的北河街市政大廈 （2012年）

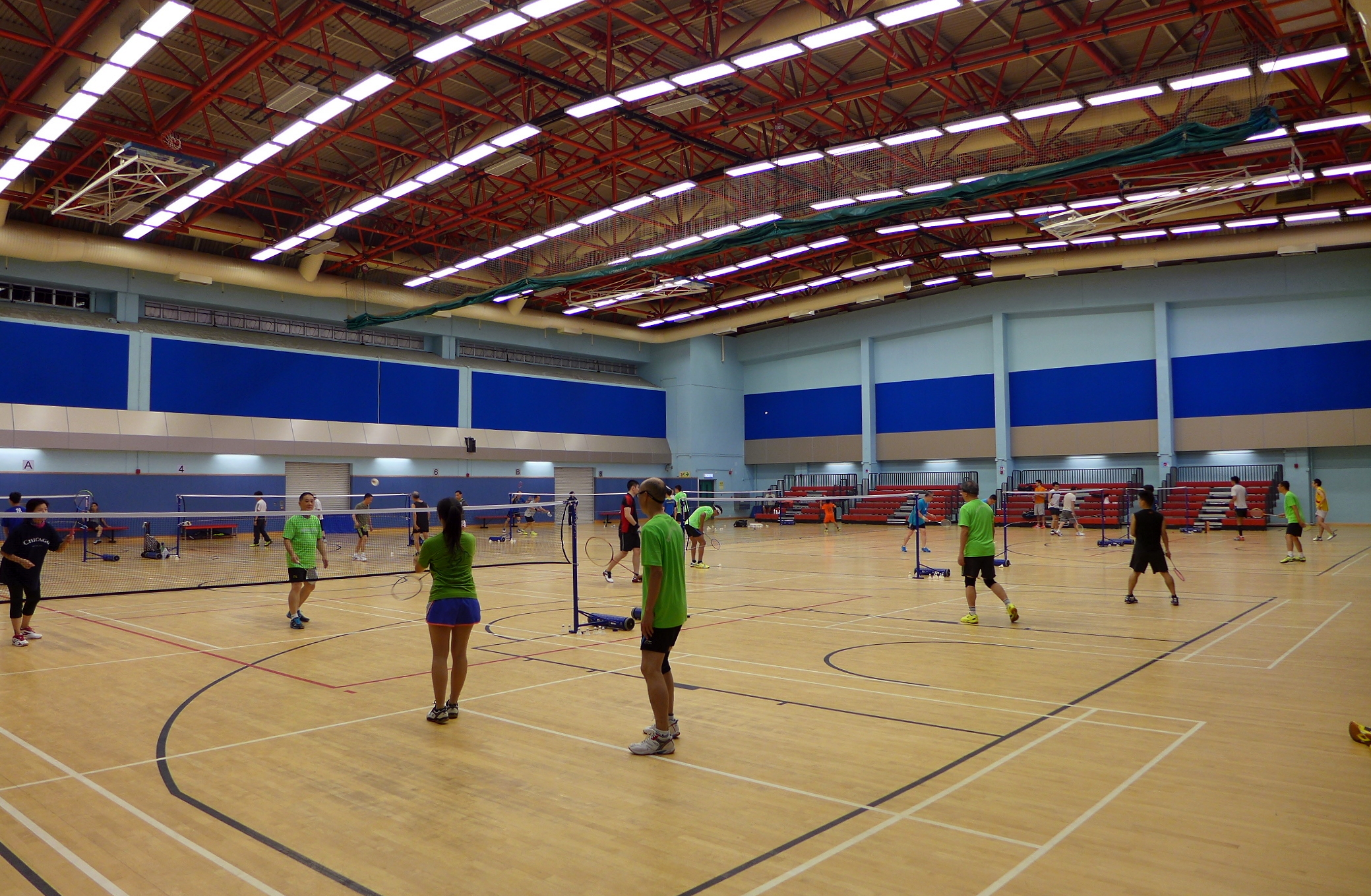
北河街體育館多用途主場

北河街市政大廈（英語：Pei Ho Street Municipal Services Building）是香港九龍深水埗區深水埗的一座多用途市政大樓，位於北河街、大南街、桂林街、基隆街之間（基隆街333號），設有街市、政府辦公室及體育館等設施，於1995年8月落成啟用。大樓由周林建築師事務所設計，保華德祥營造有限公司承建。
北河街市政大廈前身是1918年建成的舊深水埗街市（當時街道編號為北河街99號），內有兩座獨立建築物，1991年初拆卸重建；至於該地是否就是由1910年代建築業殷商李炳（李瑞琴）捐地興建的深水埗街市，則有待考究。

## 設施
- 北河街街市
- 北河街體育館
- 臨時自修室

## 途經之公共交通服務

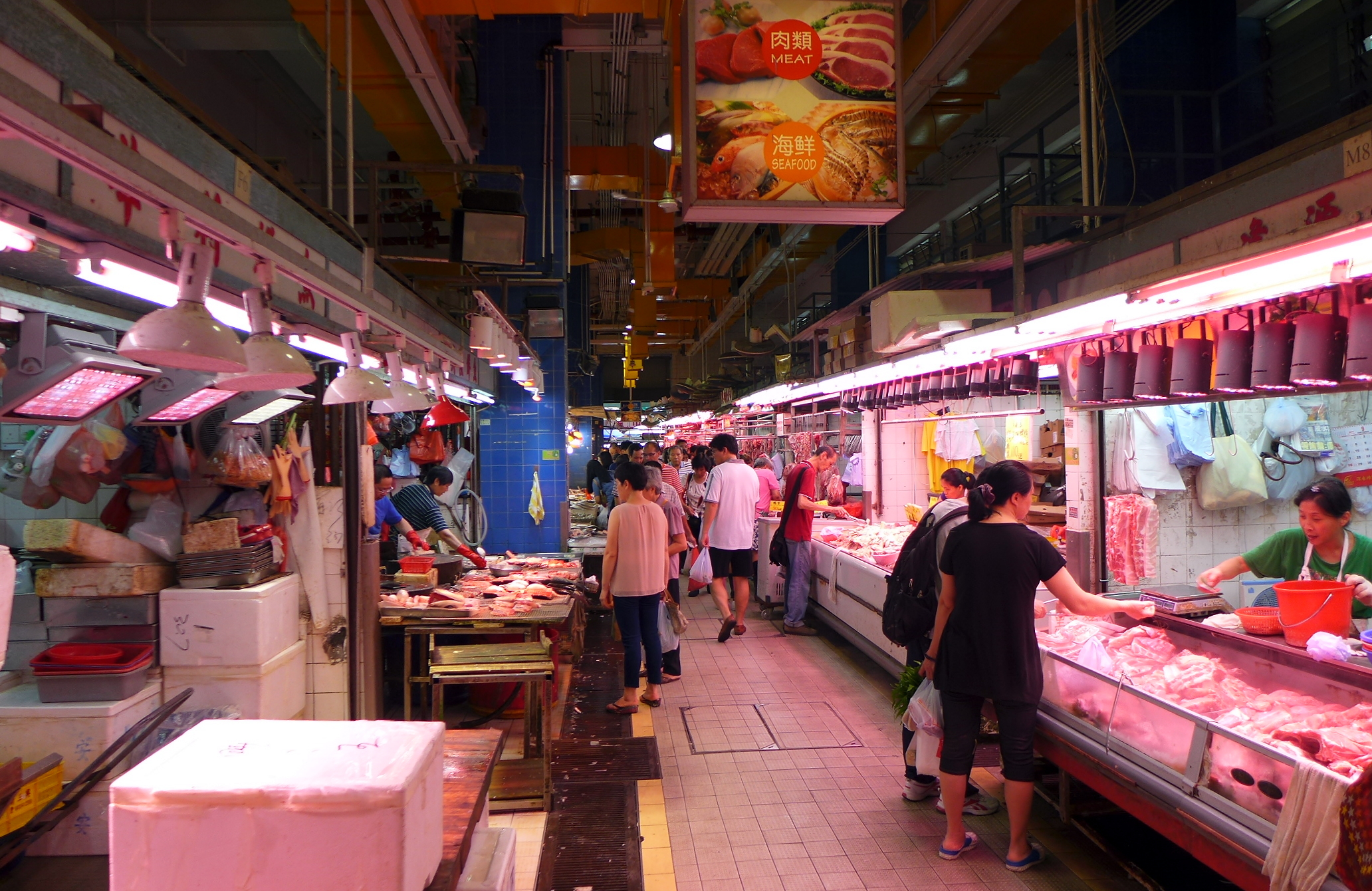
北河街街市
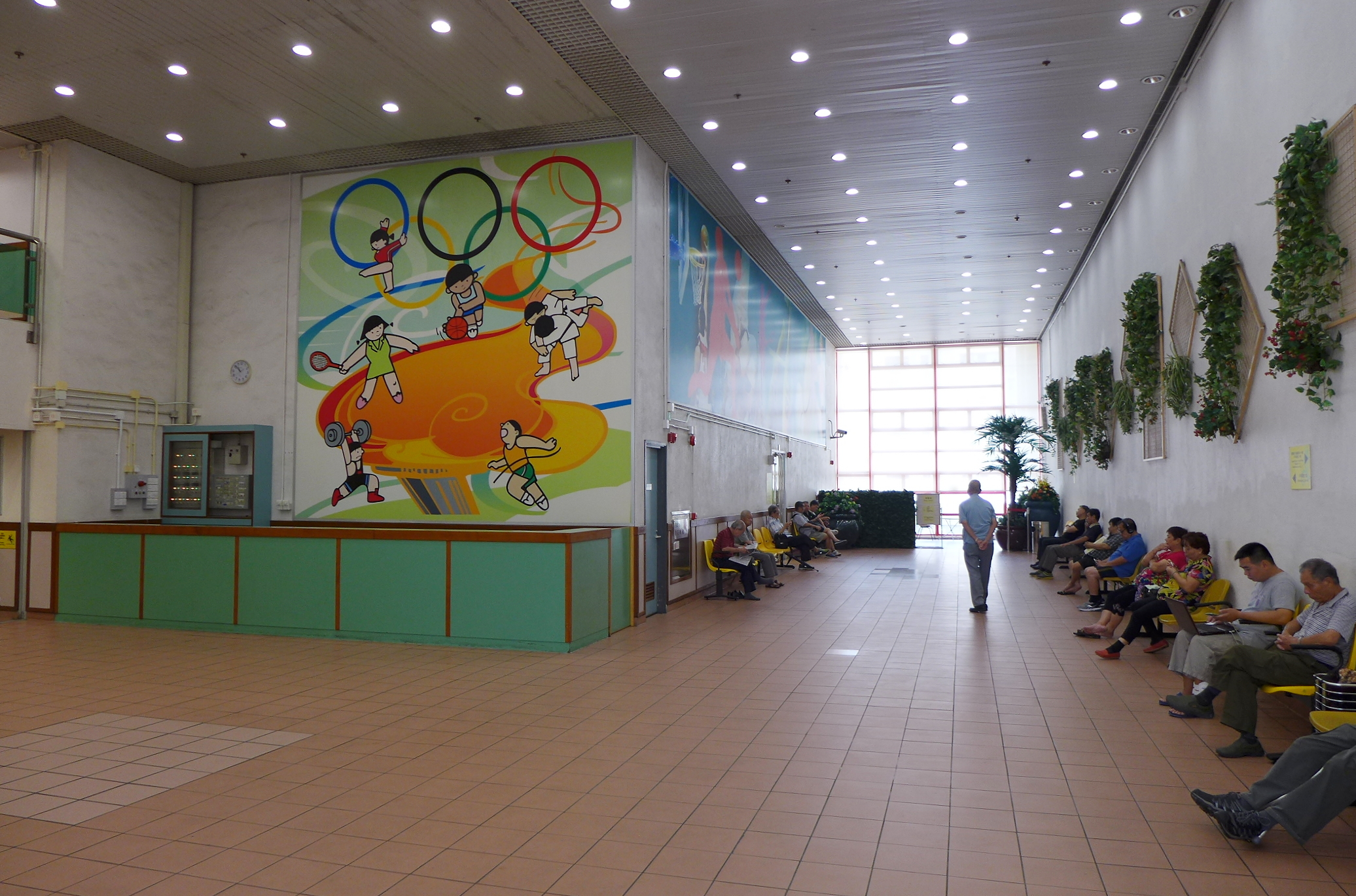
體育館內貌
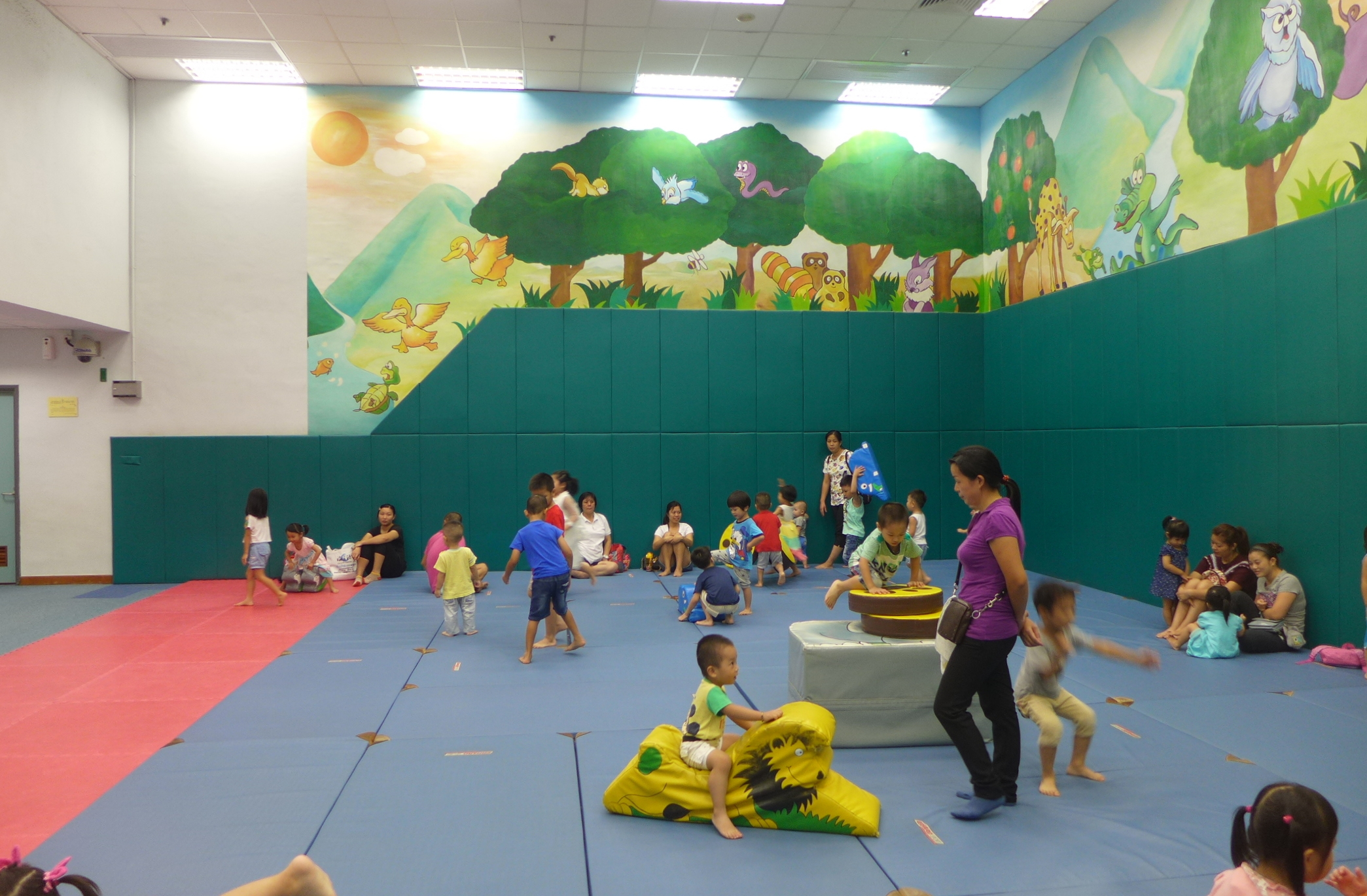
2017年翻新前的兒童遊戲室
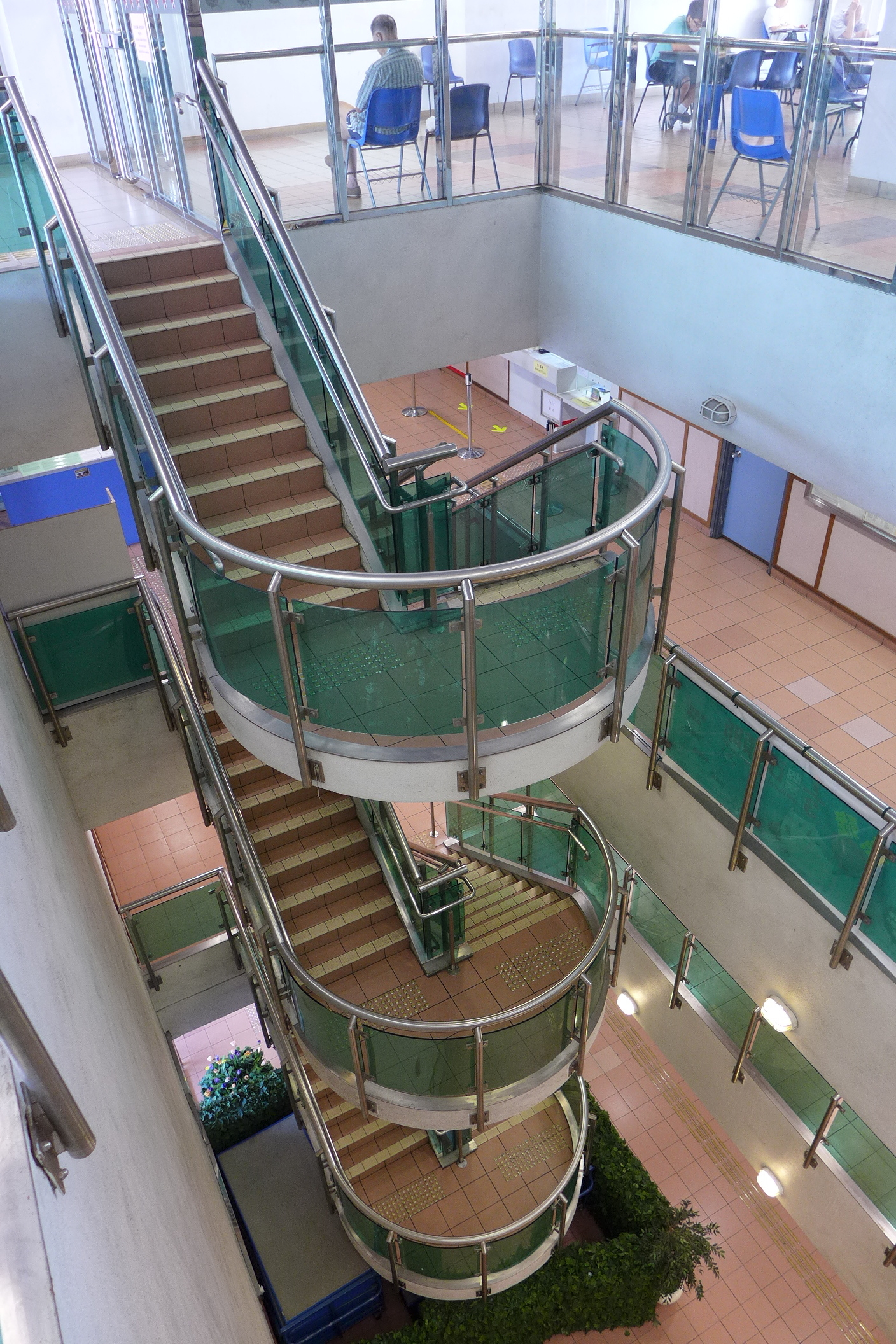
市政大廈中庭
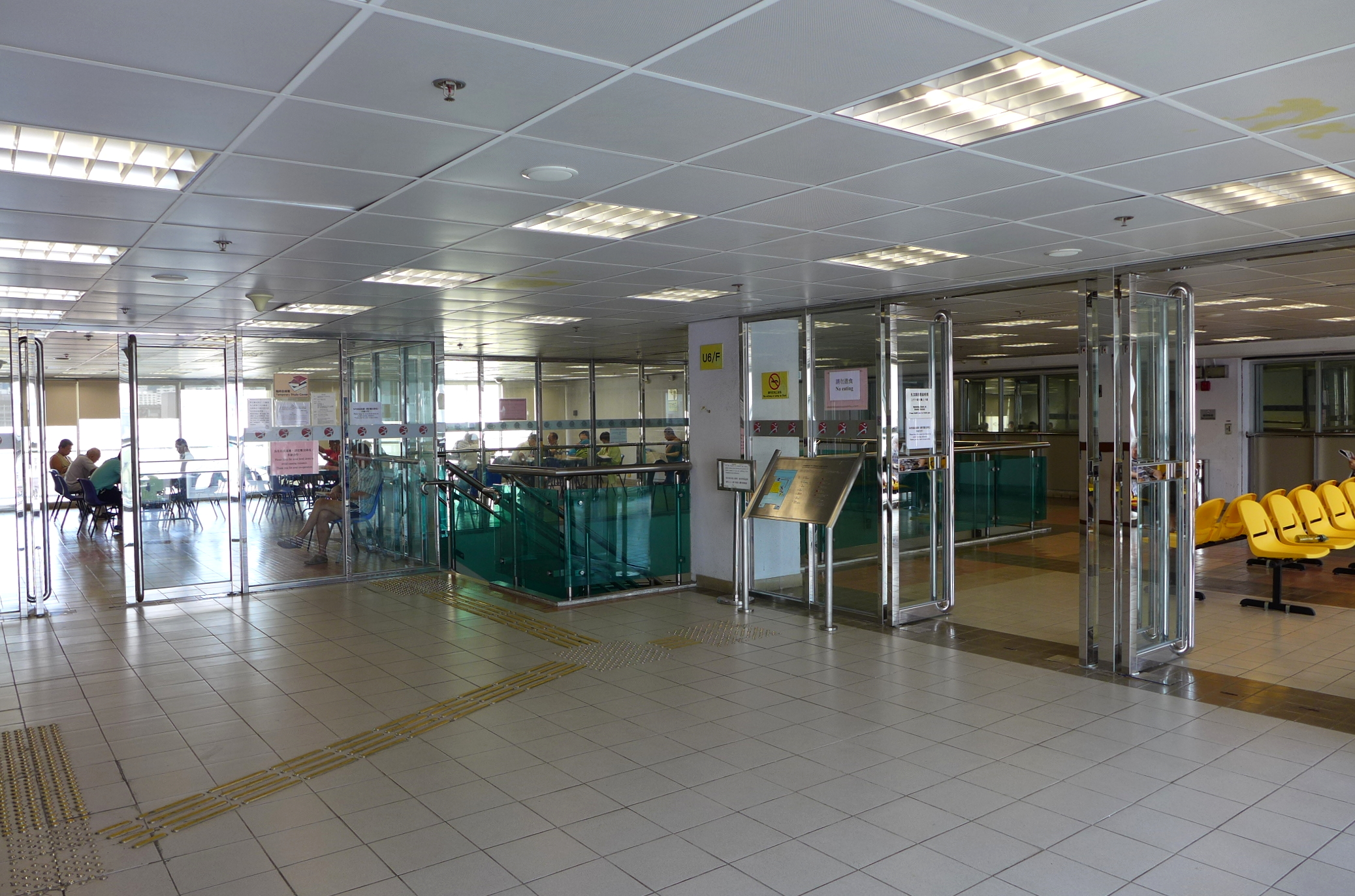
U6層設臨時自修室